# Méjannes-lès-Alès
Ne doit pas être confondu avec Méjannes-le-Clap.
Méjannes-lès-Alès est une commune française située dans le nord du département du Gard en région Occitanie.
Exposée à un climat méditerranéen, elle est drainée par la Droude. La commune possède un patrimoine naturel remarquable composé d'une zone naturelle d'intérêt écologique, faunistique et floristique.
Méjannes-lès-Alès est une commune rurale qui compte 1 232 habitants en 2022, après avoir connu une forte hausse de la population depuis 1962. Elle est dans l'agglomération d'Alès et fait partie de l'aire d'attraction d'Alès. Ses habitants sont appelés les Méjannais ou  Méjannaises.

## Géographie

### Localisation
La commune est située à 5 km d'Alès et 28 km d'Uzès.
|                           | Saint-Privat-des-Vieux | Mons     |
| Saint-Hilaire-de-Brethmas | Méjannes-lès-Alès      | Monteils |
|                           | Deaux                  |          |

### Climat
Pour des articles plus généraux, voir Climat de l'Occitanie et Climat du Gard.
En 2010, le climat de la commune est de type climat méditerranéen franc, selon une étude s'appuyant sur une série de données couvrant la période 1971-2000. En 2020, Météo-France publie une typologie des climats de la France métropolitaine dans laquelle la commune est exposée à un climat méditerranéen et est dans la région climatique Provence, Languedoc-Roussillon, caractérisée par une pluviométrie faible en été, un très bon ensoleillement (2 600 h/an), un été chaud (21,5 °C), un air très sec en été, sec en toutes saisons, des vents forts (fréquence de 40 à 50 % de vents > 5 m/s) et peu de brouillards.
Pour la période 1971-2000, la température annuelle moyenne est de 13,4 °C, avec une amplitude thermique annuelle de 17,4 °C. Le cumul annuel moyen de précipitations est de 968 mm, avec 7 jours de précipitations en janvier et 3,4 jours en juillet. Pour la période 1991-2020, la température moyenne annuelle observée sur la station météorologique la plus proche, située sur la commune de Deaux à 4 km à vol d'oiseau, est de 14,9 °C et le cumul annuel moyen de précipitations est de 967,1 mm,. Pour l'avenir, les paramètres climatiques de la commune estimés pour 2050 selon différents scénarios d’émission de gaz à effet de serre sont consultables sur un site dédié publié par Météo-France en novembre 2022.

### Voies de communication et transports

#### Axes routiers
La commune de Méjannes-lès-Alès est accessible par la D 981, qui relie Alès, à Uzès.

### Milieux naturels et biodiversité

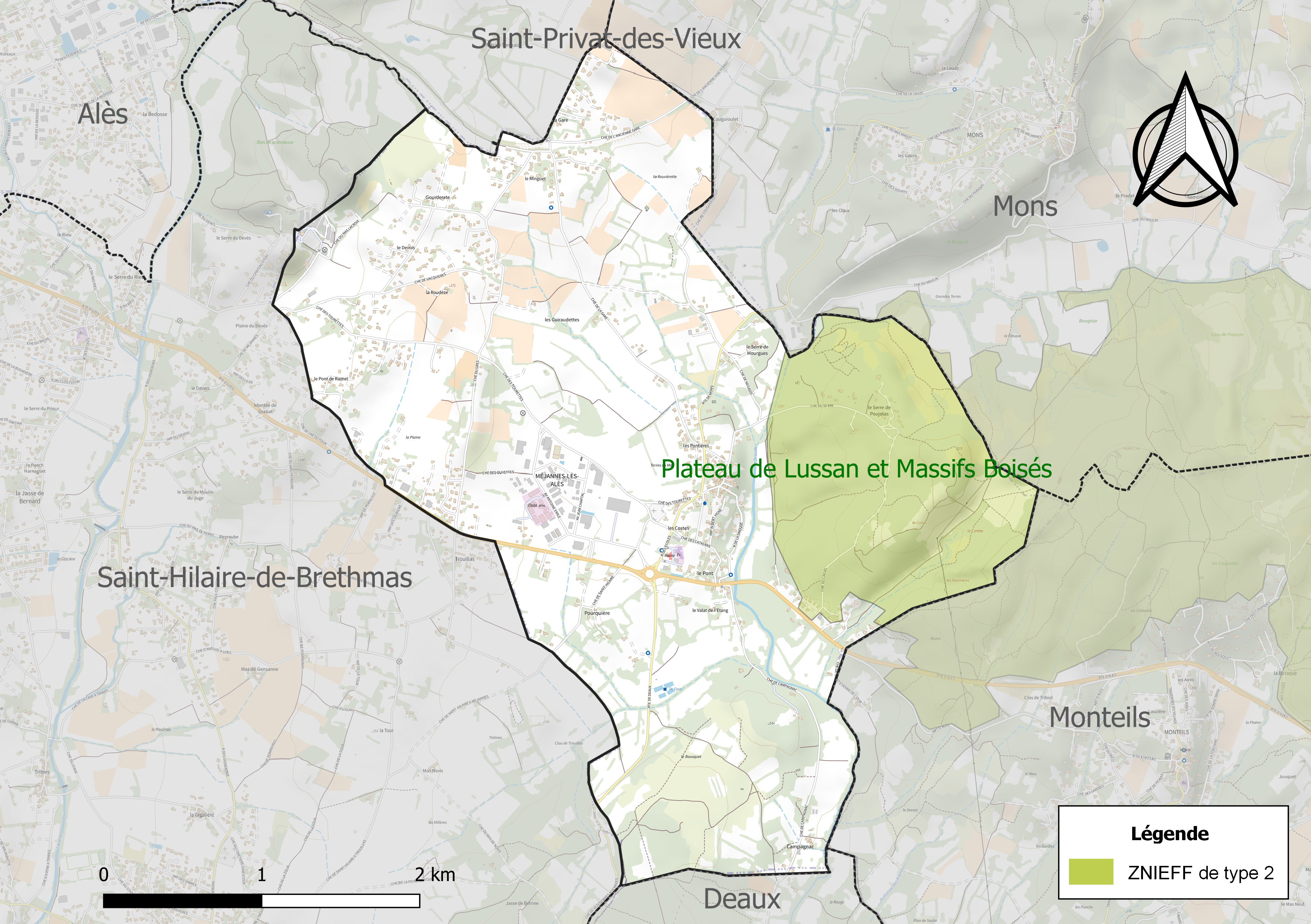
Carte de la ZNIEFF de type 2 localisée sur la commune.

L’inventaire des zones naturelles d'intérêt écologique, faunistique et floristique (ZNIEFF) a pour objectif de réaliser une couverture des zones les plus intéressantes sur le plan écologique, essentiellement dans la perspective d’améliorer la connaissance du patrimoine naturel national et de fournir aux différents décideurs un outil d’aide à la prise en compte de l’environnement dans l’aménagement du territoire.
Une ZNIEFF de type 2 est recensée sur la commune :
le « plateau de Lussan et Massifs Boisés » (37 159 ha), couvrant 40 communes du département.

## Urbanisme

### Typologie
Au 1er janvier 2024, Méjannes-lès-Alès est catégorisée commune rurale à habitat dispersé, selon la nouvelle grille communale de densité à sept niveaux définie par l'Insee en 2022.
Elle appartient à l'unité urbaine d'Alès, une agglomération intra-départementale regroupant 22  communes, dont elle est une commune de la banlieue,,. Par ailleurs la commune fait partie de l'aire d'attraction d'Alès, dont elle est une commune de la couronne,. Cette aire, qui regroupe 64 communes, est catégorisée dans les aires de 50 000 à moins de 200 000 habitants,.

### Occupation des sols
L'occupation des sols de la commune, telle qu'elle ressort de la base de données européenne d’occupation biophysique des sols Corine Land Cover (CLC), est marquée par l'importance des territoires agricoles (61,9 % en 2018), en diminution par rapport à 1990 (73 %). La répartition détaillée en 2018 est la suivante : 
zones agricoles hétérogènes (56,8 %), zones urbanisées (13,8 %), forêts (12,3 %), milieux à végétation arbustive et/ou herbacée (7,9 %), zones industrielles ou commerciales et réseaux de communication (4,1 %), prairies (3,9 %), cultures permanentes (1,2 %). L'évolution de l’occupation des sols de la commune et de ses infrastructures peut être observée sur les différentes représentations cartographiques du territoire : la carte de Cassini (XVIIIe siècle), la carte d'état-major (1820-1866) et les cartes ou photos aériennes de l'IGN pour la période actuelle (1950 à aujourd'hui).

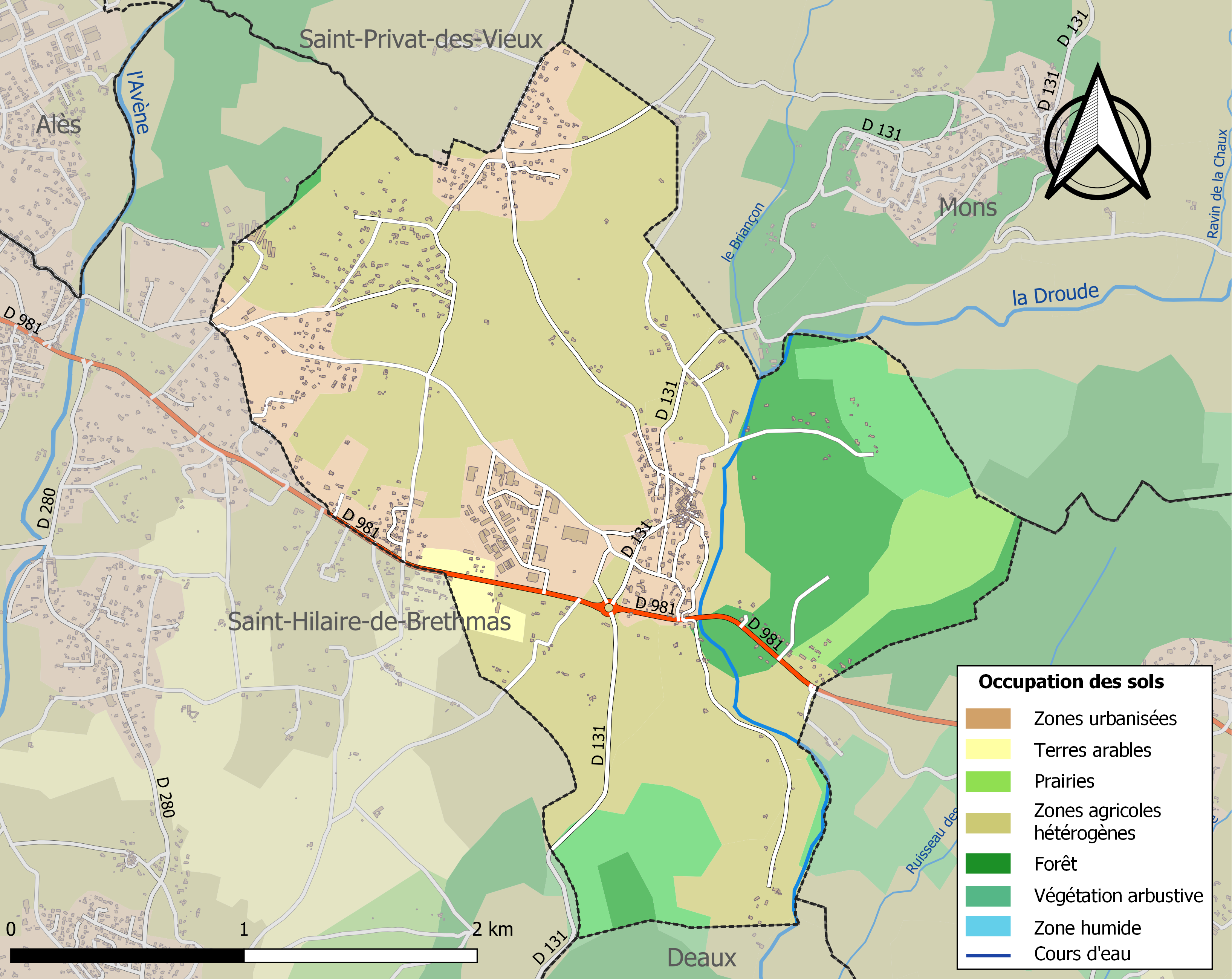
Carte des infrastructures et de l'occupation des sols de la commune en 2018 (CLC).

### Risques majeurs
Le territoire de la commune de Méjannes-lès-Alès est vulnérable à différents aléas naturels : météorologiques (tempête, orage, neige, grand froid, canicule ou sécheresse), inondations, feux de forêts et séisme (sismicité faible). Il est également exposé à un risque technologique, le transport de matières dangereuses, et à un risque particulier : le risque de radon. Un site publié par le BRGM permet d'évaluer simplement et rapidement les risques d'un bien localisé soit par son adresse soit par le numéro de sa parcelle.

#### Risques naturels
La commune fait partie du territoire à risques importants d'inondation (TRI) d'Alès, regroupant 37 communes autour d'Alès, un des 31 TRI qui ont été arrêtés fin 2012 sur le bassin Rhône-Méditerranée, retenu au regard des risques de débordements de la Cèze et des Gardons. Parmi les dernières crues significatives qui ont touché le territoire figurent celles de 1958 et de septembre 2002. Des cartes des surfaces inondables ont été établies pour trois scénarios : fréquent (crue de temps de retour de 10 ans à 30 ans), moyen (temps de retour de 100 ans à 300 ans) et extrême (temps de retour de l'ordre de 1 000 ans, qui met en défaut tout système de protection),. La commune a été reconnue en état de catastrophe naturelle au titre des dommages causés par les inondations et coulées de boue survenues en 1982, 1987, 1992, 1993, 1997, 1998, 2001 et 2002,.

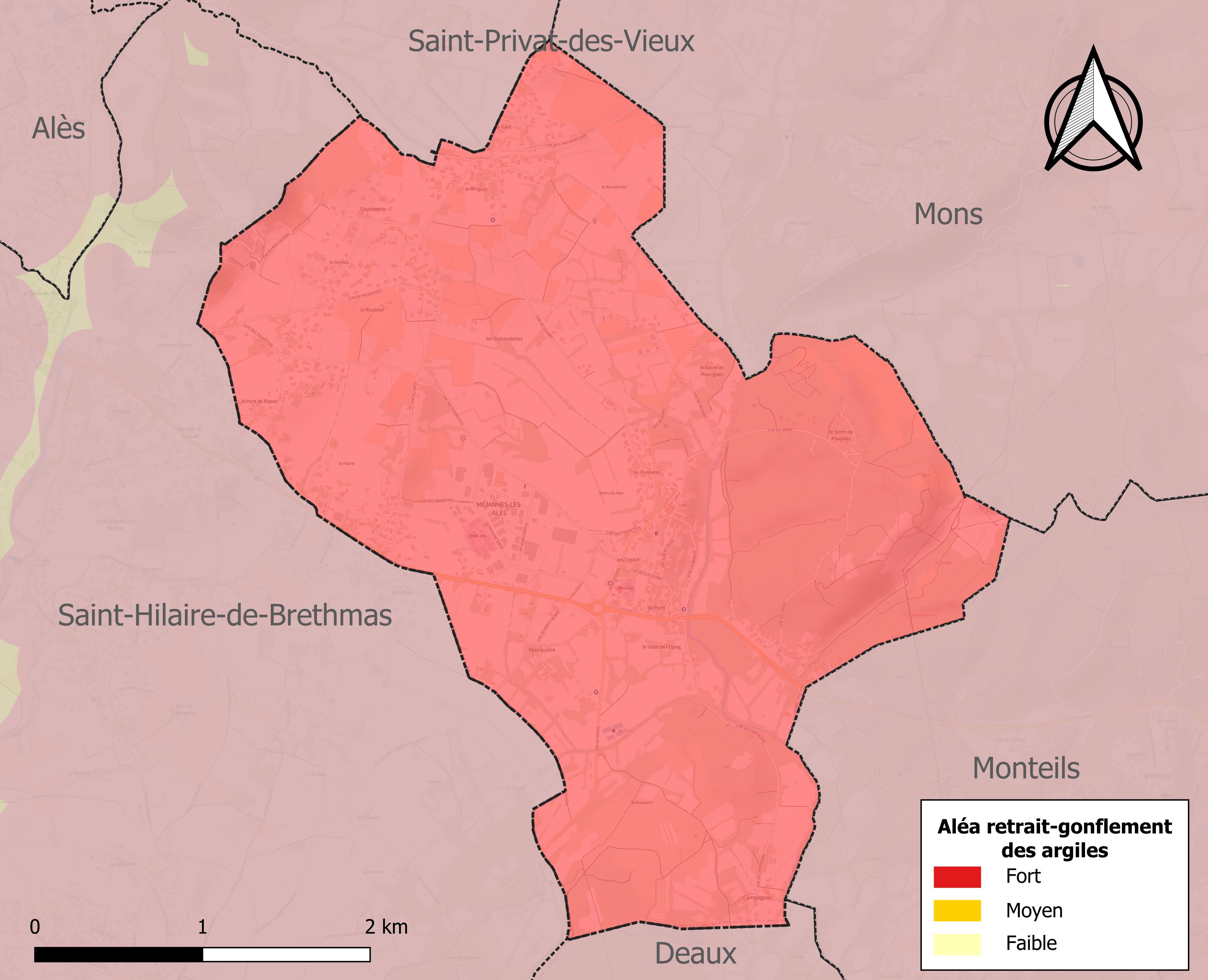
Carte des zones d'aléa retrait-gonflement des sols argileux de Méjannes-lès-Alès.

Le retrait-gonflement des sols argileux est susceptible d'engendrer des dommages importants aux bâtiments en cas d’alternance de périodes de sécheresse et de pluie. La totalité de la commune est en aléa moyen ou fort (67,5 % au niveau départemental et 48,5 % au niveau national). Sur les 495 bâtiments dénombrés sur la commune en 2019, 495 sont en aléa moyen ou fort, soit 100 %, à comparer aux 90 % au niveau départemental et 54 % au niveau national. Une cartographie de l'exposition du territoire national au retrait gonflement des sols argileux est disponible sur le site du BRGM,.
Par ailleurs, afin de mieux appréhender le risque d’affaissement de terrain, l'inventaire national des cavités souterraines permet de localiser celles situées sur la commune.

#### Risques technologiques
Le risque de transport de matières dangereuses sur la commune est lié à sa traversée par des infrastructures routières ou ferroviaires importantes ou la présence d'une canalisation de transport d'hydrocarbures. Un accident se produisant sur de telles infrastructures est en effet susceptible d’avoir des effets graves au bâti ou aux personnes jusqu’à 350 m, selon la nature du matériau transporté. Des dispositions d’urbanisme peuvent être préconisées en conséquence.

#### Risque particulier
Dans plusieurs parties du territoire national, le radon, accumulé dans certains logements ou autres locaux, peut constituer une source significative d’exposition de la population aux rayonnements ionisants. Certaines communes du département sont concernées par le risque radon à un niveau plus ou moins élevé. Selon la classification de 2018, la commune de Méjannes-lès-Alès est classée en zone 2, à savoir zone à potentiel radon faible mais sur lesquelles des facteurs géologiques particuliers peuvent faciliter le transfert du radon vers les bâtiments.

## Toponymie
Provençal Mejano, du bas latin Meiana, du latin Mediana.

## Histoire

### Moyen Âge
Le village est mentionné Le lieu de Mesjanes en 1346 dans le cartulaire de la seigneurie d'Alais.

## Politique et administration

### Rattachements électoraux
Pour l'élection des députés, elle fait partie de la quatrième circonscription du Gard.

### Liste des maires
| Période                                  | Période   | Identité           | Étiquette     | Qualité |
| ---------------------------------------- | --------- | ------------------ | ------------- | --- |
| mars 1989                                | mars 2008 | Jean Roux          |               | |
| mars 2008                                | En cours  | Christian Teissier | Apparenté PCF | Professeur des écoles Vice-président de la communauté de communes Trésorier de l'Association des maires ruraux du Gard |
| Les données manquantes sont à compléter. |           |                    |               | |

## Population et société

### Démographie
L'évolution du nombre d'habitants est connue à travers les recensements de la population effectués dans la commune depuis 1793. Pour les communes de moins de 10 000 habitants, une enquête de recensement portant sur toute la population est réalisée tous les cinq ans, les populations de référence des années intermédiaires étant quant à elles estimées par interpolation ou extrapolation. Pour la commune, le premier recensement exhaustif entrant dans le cadre du nouveau dispositif a été réalisé en 2004.

En 2022, la commune comptait 1 232 habitants, en évolution de −0,32 % par rapport à 2016 (Gard : +2,97 %, France hors Mayotte : +2,11 %).
| 1793 | 1800 | 1806 | 1821 | 1831 | 1836 | 1841 | 1846 | 1851 |
| ---- | ---- | ---- | ---- | ---- | ---- | ---- | ---- | ---- |
| 230  | 224  | 263  | 292  | 345  | 355  | 411  | 387  | 395  |

| 1856 | 1861 | 1866 | 1872 | 1876 | 1881 | 1886 | 1891 | 1896 |
| ---- | ---- | ---- | ---- | ---- | ---- | ---- | ---- | ---- |
| 411  | 427  | 401  | 362  | 342  | 319  | 332  | 337  | 333  |

| 1901 | 1906 | 1911 | 1921 | 1926 | 1931 | 1936 | 1946 | 1954 |
| ---- | ---- | ---- | ---- | ---- | ---- | ---- | ---- | ---- |
| 326  | 330  | 324  | 338  | 303  | 301  | 289  | 304  | 374  |

| 1962 | 1968 | 1975 | 1982 | 1990 | 1999 | 2004 | 2006  | 2009  |
| ---- | ---- | ---- | ---- | ---- | ---- | ---- | ----- | ----- |
| 416  | 507  | 501  | 660  | 810  | 905  | 975  | 1 026 | 1 073 |

| 2014  | 2019  | 2022  | - | - | - | - | - | - |
| ----- | ----- | ----- | - | - | - | - | - | - |
| 1 208 | 1 195 | 1 232 | - | - | - | - | - | - |

## Économie

### Revenus
En 2018  (données Insee publiées en septembre 2021), la commune compte 508 ménages fiscaux, regroupant 1 211 personnes. La médiane du revenu disponible par unité de consommation est de 21 320 € (20 020 € dans le département).

### Emploi
|                | 2008   | 2013   | 2018  |
| -------------- | ------ | ------ | ----- |
| Commune        | 8,9 %  | 11,3 % | 8,7 % |
| Département    | 10,6 % | 12 %   | 12 %  |
| France entière | 8,3 %  | 10 %   | 10 %  |

En 2018, la population âgée de 15 à 64 ans s'élève à 733 personnes, parmi lesquelles on compte 75,1 % d'actifs (66,4 % ayant un emploi et 8,7 % de chômeurs) et 24,9 % d'inactifs,. En  2018, le taux de chômage communal (au sens du recensement) des 15-64 ans est inférieur à celui de la France et du département, alors qu'en 2008 il était supérieur à celui de la France.
La commune fait partie de la couronne de l'aire d'attraction d'Alès, du fait qu'au moins 15 % des actifs travaillent dans le pôle,. Elle compte 446 emplois en 2018, contre 393 en 2013 et 312 en 2008. Le nombre d'actifs ayant un emploi résidant dans la commune est de 493, soit un indicateur de concentration d'emploi de 90,5 % et un taux d'activité parmi les 15 ans ou plus de 55,6 %.
Sur ces 493 actifs de 15 ans ou plus ayant un emploi, 80 travaillent dans la commune, soit 16 % des habitants. Pour se rendre au travail, 93,2 % des habitants utilisent un véhicule personnel ou de fonction à quatre roues, 1 % les transports en commun, 2,4 % s'y rendent en deux-roues, à vélo ou à pied et 3,4 % n'ont pas besoin de transport (travail au domicile).

### Activités hors agriculture

#### Secteurs d'activités
150 établissements sont implantés  à Méjannes-lès-Alès au 31 décembre 2019. Le tableau ci-dessous en détaille le nombre par secteur d'activité et compare les ratios avec ceux du département,.
| Secteur d'activité                                                                                        | Commune | Commune | Département |
| Secteur d'activité                                                                                        | Nombre  | %       | %           |
| --- | ------- | ------- | ----------- |
| Ensemble                                                                                                  | 150     | 100 %   | (100 %)     |
| Industrie manufacturière, industries extractives et autres                                                | 21      | 14 %    | (7,9 %)     |
| Construction                                                                                              | 31      | 20,7 %  | (15,5 %)    |
| Commerce de gros et de détail, transports, hébergement et restauration                                    | 41      | 27,3 %  | (30 %)      |
| Information et communication                                                                              | 3       | 2 %     | (2,2 %)     |
| Activités financières et d'assurance                                                                      | 4       | 2,7 %   | (3 %)       |
| Activités immobilières                                                                                    | 1       | 0,7 %   | (4,1 %)     |
| Activités spécialisées, scientifiques et techniques et activités de services administratifs et de soutien | 21      | 14 %    | (14,9 %)    |
| Administration publique, enseignement, santé humaine et action sociale                                    | 15      | 10 %    | (13,5 %)    |
| Autres activités de services                                                                              | 13      | 8,7 %   | (8,8 %)     |

Le secteur du commerce de gros et de détail, des transports, de l'hébergement et de la restauration est prépondérant sur la commune puisqu'il représente 27,3 % du nombre total d'établissements de la commune (41 sur les 150 entreprises implantées  à Méjannes-lès-Alès), contre 30 % au niveau départemental.

#### Entreprises et commerces
Les cinq entreprises ayant leur siège social sur le territoire communal qui génèrent le plus de chiffre d'affaires en 2020 sont : 
- Arcadie, fabrication de condiments et assaisonnements (21 399 k€)
- Venier Renovation, travaux de maçonnerie générale et gros œuvre de bâtiment (2 287 k€)
- Collangelec, travaux d'installation électrique dans tous locaux (1 573 k€)
- DTC, commerce de gros (commerce interentreprises) d'habillement et de chaussures (1 489 k€)
- TCF, activités des sociétés holding (163 k€)

### Agriculture
|               | 1988 | 2000 | 2010 | 2020 |
| ------------- | ---- | ---- | ---- | ---- |
| Exploitations | 29   | 12   | 8    | 2    |
| SAU (ha)      | 249  | 168  | 260  | 4    |

La commune est dans les Garrigues, une petite région agricole occupant le centre du département du Gard. En 2020, l'orientation technico-économique de l'agriculture  sur la commune est la polyculture et/ou le polyélevage. Deux exploitations agricoles ayant leur siège dans la commune sont dénombrées lors du recensement agricole de 2020 (29 en 1988). La superficie agricole utilisée est de 4 ha,,.

## Culture locale et patrimoine

### Édifices religieux
- Église Saint-André de Méjannes-lès-Alès.
- Temple protestant de Méjannes-lès-Alès.

### Patrimoine culturel
- Parc des Expositions de la région d'Alès, le CAPRA situé sur la commune de Méjannes-lès-Alès.

## Héraldique
| Blason de Méjannes-lès-Alès | Blason  | D'hermine, à un pal losangé d'argent et de sinople. |
| Blason de Méjannes-lès-Alès | Détails | Le statut officiel du blason reste à déterminer.    |